# Philodromus caffer
Philodromus caffer es una especie de araña cangrejo del género Philodromus, familia Philodromidae. Fue descrita científicamente por Strand en 1907.

## Distribución
Esta especie se encuentra en Sudáfrica.